# Arphia xanthoptera
Arphia xanthoptera är en insektsart som först beskrevs av Hermann Burmeister 1838.  Arphia xanthoptera ingår i släktet Arphia och familjen gräshoppor. Inga underarter finns listade i Catalogue of Life.